# Bitwa pod Bibracte
Bitwa pod Bibracte – bitwa stoczona w roku 58 p.n.e. około 25 km na południe od galijskiego oppidum Bibracte (w okolicy granicznej rzeki Arar, dziś Saony) przez sześć rzymskich legionów (ok. 30 tysięcy żołnierzy) z około siedemdziesięciotysięcznymi siłami osłaniającymi wędrujących na zachód osadników helweckich wraz z rodzinami. Rzymskimi legionami dowodził Gajusz Juliusz Cezar, siłami Helwetów, wspieranymi przez Bojów i Tulingów – Divicus.

## Przed bitwą
W poszukiwaniu nowych terenów do osiedlenia się w okolicach Garonny na ziemiach Galii Helweci, zamieszkujący tereny dzisiejszej Szwajcarii, chcąc ominąć północny skraj terytorium Imperium Rzymskiego – rzymską część Galii Zaalpejskiej – wybrali drogę okrężną, skierowali się na zachód przez położone dalej na północ terytoria Galii, znajdujące się pod kontrolą plemion celtyckich. Grupa Helwetów liczyła około 380 tysięcy ludzi i przemieszczała się w zorganizowany sposób. Mieli ze sobą na przykład listę 258 tysięcy imion osadników, co umożliwiało im m.in. planowanie ich zaopatrzenia.

## Bitwa
Juliusz Cezar, namiestnik Galii Narbońskiej, nie chcąc wypuścić z zasięgu swej władzy tak wielkiej liczby ludności wyszedł im naprzeciw w okolicach Genewy, gdzie przygotował fortyfikacje, po czym sprowadził posiłki z Italii. Pod pretekstem ochrony Galii przed zagrożeniem helweckim najazdem, w roku 58 p.n.e. zaatakował ich najpierw podczas przeprawy przez rzekę Arar. Po bitwie nad Arar skierował się w stronę Bibracte, stolicy sprzymierzonego z Rzymem plemienia Eduów. Tam – około 20 czerwca tego samego roku ponownie starł się z oddziałami Helwetów pod dowództwem Divicusa. Rzymianie zajęli dogodne stanowiska na wzgórzu, po czym około południa uderzyli na zbliżających się Helwetów, obrzucając ich krótkimi włóczniami i rozbijając w ten sposób szyki bojowe przeciwnika. Następnie legioniści zaatakowali wroga mieczami. Bitwa była bardzo zacięta i trwała do zmierzchu. Aż do nocy trwało zdobywanie warownego taboru Helwetów.
Klęska Helwetów była olbrzymia i tylko niedobitkom udało się wymknąć pod osłoną nocy. Po bitwie i przyjęciu kapitulacji, która zobowiązała zwyciężonych do powrotu na stare siedziby, w drogę powrotną udało się tylko około 110 tysięcy osób. Reszta, czyli około ćwierć miliona, zginęła albo rozproszyła się. Badania archeologiczne potwierdzają, że pod Bibracte, prócz walczących zbrojnych Gallów i rzymskich legionistów zginęła znaczna liczba starców, kobiet i dzieci. Wskazuje to na przypuszczenie, graniczące z pewnością, iż po zwycięstwie Rzymianie wymordowali część bezbronnych osadników.
Bitwy nad Arar i pod Bibracte były pierwszymi dwiema bitwami w wojnach galijskich, które w roku 52 p.n.e. zakończyły się zwycięstwem Rzymu i opanowaniem całej Galii.